# بيني ويتون
بينيلوب ويتون (11 سبتمبر 2019 5 يناير 1958)، عالمة مناخ وخبيرة في التوقعات الإقليمية لتغير المناخ بسبب ظاهرة الاحتباس الحراري وآثار تلك التغيرات. كان تركيزها العلمي الأساسي هو أستراليا.
ولدت ويتون في ملبورن، فيكتوريا، في 5 يناير 1958. وهي حاصلة على بكالوريوس العلوم (مع مرتبة الشرف) تخصص الفيزياء، إضافة لسنة دراسية مع مرتبة الشرف في الأرصاد الجوية من جامعة ملبورن. حصلت على درجة الدكتوراه في الفلسفة من نفس الجامعة عام 1986.

## العمل
بدأت ويتون حياتها المهنية في أواخر الثمانينيات باحثةً في قسم الجغرافيا بجامعة موناش في كلايتون، فيكتوريا.
عام 1989، انضمت إلى قسم أبحاث الغلاف الجوي في هيئة البحوث الأسترالية. أصبحت ويتون قائدة فرق الأبحاث عام 1999 وقائدة لبرنامج البحث عام 2009.  كانت ويتون مؤلفاً رئيسياً لتقرير التقييم الرابع الخاص بالفريق الحكومي الدولي المعني بتغير المناخ (IPCC) التابع للأمم المتحدة والذي حصل على جائزة نوبل للسلام عام 2007.
كانت ويتون متحدثة مدعوة في العديد من مؤتمرات تغير المناخ مثل مؤتمر معهد أسبن للتغير العالمي، مؤتمر «أربع درجات أو أكثر؟»، مؤتمر «أستراليا في عالم حار» في جامعة ملبورن عام 2011، ومؤتمر الدفيئة عام 2011: مؤتمر علوم تغير المناخ.
نشرت ويتون العديد من المقالات في المجلات العلمية حول تغير المناخ بالإضافة إلى المساهمة في الدوريات الأكثر انتشاراً.

## الحياة الشخصية
عاشت ويتون في فوتسكراي (فيكتوريا)، مع شريكتها جانيت رايس، والأخيرة عضو مجلس الشيوخ عن الخضر والعمدة السابقة لماريبيرنونغ، وابنيهما. عام 2003، خضعت ويتون لعملية جراحية لتأكيد الجنس. 
توفيت في 11 سبتمبر 2019 في سيسترز بيتش في تسمانيا.

## روابط خارجية
- بيني ويتون منشورات مفهرسة من قبل جوجل سكولار